# أوكو نوتو نو إينوكوتو
أوكو نوتو نو إينوكوتو Oku-noto no Aenokoto (奥能登のあえのこと) هي طقوس تنتقل من جيل إلى جيل من قبل المزارعين في شبه جزيرة نوتو، في محافظة إيشيكاوا، اليابان. Ae هي كلمة يابانية قديمة تعني وليمة؛ لذلك، تعني كلمة Aenokoto بشكل أساسي "طقوس المأدبة".Ishikawa PrefectureNoto Peninsula
يعد هذا الحفل مميز بين طقوس الحصاد في قارة آسيا، لأن سيد المنزل يدعو إله حقل الأرز للدخول إلى المنزل. يتصرف الناس وكأن الروح غير المرئية موجودة في المنزل. يُعتقد أن الضيف كامي هو أحد أسلاف العائلة.

## الطقوس
في ديسمبر من كل عام يقوم المزارع بإعداد وجبة واستحضار روح حقل الأرز من خلال صوت قصف كعك الأرز ( موتشي ). في ثوب احتفالي، يرحب بضيفه بالفانوس. يترك المزارع الروح ترتاح في الغرفة، ويجهز لها حمامًا، ويقدم لها وجبة من الأرز والفاصوليا والأسماك. العقل يعاني من ضعف البصر ولذلك يجب على المضيف أن يصف الوجبة جيداً أثناء تقديمها. هناك طقوس مماثلة لبذر فبراير. هناك العديد من الاختلافات في هذا الحفل.

## اليونسكو
أدرجت اليونسكو هذه الطقوس في عام 2009 في القائمة التمثيلية للتراث الثقافي غير المادي للبشرية .

## انظر ايضا
- أكيو نو تاو أودوري
- تينو ماتسوري